# 藤原多子
藤原 多子（ふじわら の まさるこ）は、近衛天皇の皇后。次いで二条天皇の后となり「二代の后」と呼ばれた。父は徳大寺公能で、母は藤原豪子。養父は藤原頼長、養母は藤原幸子。令和現在においても最後の太皇太后である。

## 生涯
藤原頼長は徳大寺実能の長女・幸子（多子の伯母）と結婚して、徳大寺家の人々と大炊御門高倉邸に住んでいたことから、義弟・公能の娘を幼い頃から養女としていた。永治2年（1142年）、養女は3歳となり、3月に魚味始（まなはじめ）、8月に着袴（はかまぎ）の儀を行った。久安4年（1148年）6月、頼長は近衛天皇への養女の入内を鳥羽法皇に奏請して承諾を得た。8月、頼長が養女の名字を側近の儒者に勘申させると、「多」の字に賛成意見が集まった（『台記別記』）。「夫婦の儀、愛を以って先と為す。文は既に夕を重ね、情は同じく夜に専らとす。しかのみならず子孫衆多、后妃の至徳なり」という理由により、多子と命名され従三位に叙せられた。頼長は入内実現に向けて準備を進めていたが、12月に父・藤原忠実の正室・源師子が死去したため、翌年正月に予定されていた近衛天皇元服の儀式が中止となり、入内も延引となってしまう。

### 入内
久安6年（1150年）正月4日、近衛天皇は摂関家の本邸・東三条殿で元服の式を挙げ、藤原忠通が加冠役、頼長が理髪役を務めた。同月10日に多子は入内、19日に女御となる。近衛天皇は12歳、多子は11歳だった。しかし、2月になると藤原伊通の娘・呈子（20歳）が入内するという風聞が立った。驚いた頼長はただちに法皇に多子の立后を求めるが、明確な返答は得られなかった。忠通は呈子を養女に迎えると、法皇に「摂関以外の者の娘は立后できない」と奏上した。忠通は頼長を養子にしていたが、実子・基実が生まれたことで摂関の地位を自らの子孫に継承させようと考えていた。頼長は宇治にいる実父・忠実に助けを求め、上洛した忠実は鳥羽法皇に対して、藤原道長の娘・上東門院や非執政者の娘（藤原師輔の娘・安子、藤原師実の養女・賢子）が立后した例を示し、頼長には近衛天皇の母・美福門院に書を送って嘆願することを命じた。頼長は諸大夫出身の美福門院を日頃から見下していたので躊躇するが、忠実は「已に国母たり」と説得した（『台記』）。
呈子が従三位に叙されて入内が間近に迫ると、頼長は「もし呈子が多子より先に立后したら自分は遁世する」と言い出し、忠実も粘り強く法皇に立后を奏請したことで、3月14日に多子は皇后となった。皇后宮大夫には実父・公能、権大夫には頼長の子・藤原兼長が就任した。多子の後を追うように、4月21日に呈子も入内して、6月22日に立后、中宮となる。この事件により、忠通と頼長の関係は修復不可能となった。美福門院は呈子の早期出産を期待していた。仁平2年（1152年）に呈子は懐妊の兆候を見せるが、周囲の期待に促された想像妊娠であったらしく空騒ぎに終わった。

### 近衛天皇崩御
病弱だった近衛天皇は、久寿2年（1155年）7月に崩御。多子は近衛河原に幽居した。保元元年（1156年）の保元の乱では養父・頼長が敗死するが、徳大寺家は、祖父・実能が皇太子・守仁親王（後の二条天皇）の東宮傅となり、多子の姉・忻子が後白河天皇の後宮に入るなど、すでに頼長派から離脱していたため打撃は受けなかった。保元元年（1156年）10月、忻子が後白河の中宮に、呈子が皇后となったことから、多子は皇太后に移り、保元3年（1158年）2月、統子内親王が皇后になると、呈子が皇太后に移ったことから太皇太后となった。

### 再入内
永暦元年（1160年）正月、二条天皇の強い要請により多子は再び天皇の後宮に入った（『帝王編年記』によれば正月26日）。21歳であった。皇后であった女性がのちに別の天皇と再縁したのは、史上多子只一人である。（皇后となる前に別の天皇の妃であったのは、伊香色謎命がいる。）多子は二条天皇の寵愛深かったが、この再入内は多子の望みではなかった。『平家物語』「二代后」の巻では近衛天皇が崩御したとき出家しなかったことを嘆き、「思ひきやうき身ながらにめぐりきて おなじ雲井の月を見むとは（憂き身の上ながら、また再び宮中に戻ってきて昔ながらの月を眺めようとは……）」と歌を詠んだとされる。ただ多子が入内したのは、平治の乱が終結した直後という異常な状況下であり、二条の後見である美福門院や側近の藤原経宗・藤原惟方がこの件に関与しなかったとは考えにくいことから、父・後白河に対する牽制（自分が鳥羽・近衛両帝の後継者たることの主張）を目的とした政略結婚とする見方もある。

### 二条天皇崩御
永万元年（1165年）7月、二条天皇が23歳で崩御した。多子は同年12月出家する。『平家物語』では同月、後白河の第二皇子・以仁王が多子の近衛河原の御所で元服している。以仁王は二条天皇の准母・八条院の猶子になっているため元服の背景には、後白河や平氏一門に対抗する旧・二条親政派の支援があった可能性も考えられる。
徳大寺家は西行が出家前に仕えていたこともあり、歌壇の中心的存在だった。多子の母・豪子も、藤原俊成・定家父子の出た御子左家の出身であり、両親の文化的素養を受け継いだ影響から、多子も書・絵・琴・琵琶の名手として知られた。太皇太后宮大進・藤原清輔や太皇太后宮亮・平経盛など、周囲に仕えた者も歌人としての評価が高かった。その後は二人の天皇の菩提を弔い、建仁元年（1201年）62歳で崩御した。